# São Tomé-i füleskuvik
A São Tomé-i füleskuvik (Otus hartlaubi) a madarak (Aves) osztályának a bagolyalakúak (Strigiformes) rendjéhez, ezen belül a bagolyfélék (Strigidae) családjához tartozó faj.

## Előfordulása
São Tomé szigetén honos, erdők lakója.

## Megjelenése
Testhossza 16–19 centiméter, testtömege 80 gramm.

## Életmódja
Éjszaka vadászik rovarokból álló táplálékára, de kisebb gyíkokat is fogyaszt.